# Gaagudju
Le gaagudju était une langue aborigène d'Australie, aujourd'hui éteinte. Le dernier locuteur natif du gaagudju, Big Bill Neidjie, est décédé le 23 mai 2002. La langue avait six locuteurs natifs en 1981.
Il s'agissait d'une langue parlée en Terre d'Arnhem, aux environs du Parc national de Kakadu, dans le nord de l'Australie. Elle est généralement classée comme faisant partie de la famille des langues gunwinyguan (en).

## Phonologie

### Voyelles
|         | antérieure | postérieure |
| ------- | ---------- | ----------- |
| fermée  | i iː       | u uː        |
| moyenne | e eː       | o oː        |
| basse   | a aː       | a aː        |

### Consonnes
|              | bilabiale | vélaire | palatale | alvéolaire | rétroflexe |
| ------------ | --------- | ------- | -------- | ---------- | ---------- |
| occlusive    | p         | k       | c        | t          | ʈ          |
| nasale       | m         | ŋ       | ɲ        | n          | ɳ          |
| latérale     |           |         | ʎ        | l          | ɭ          |
| rhotique     |           |         |          | r          | ɻ          |
| semi-voyelle | w         | w       | j        |            |            |